# Вулиця Грибоєдова (Мінськ)
Вулиця Грибоєдова — вулиця в Центральному районі Мінська.

## Історія
Названа на честь Олександра Сергійовича Грибоєдова, російського драматурга, поета й дипломата, композитора й піаніста.

## Опис
Йде з півдня на північ.
Починається від проспекту Машерова (Т-подібне перехрестя).
До вулиці примикають вулиця Рєпіна, вулиця Панфілова, провулок Москвіна, вулиця Татарська.

## Об'єкти

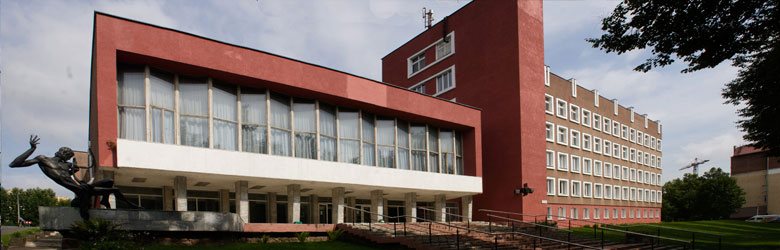
Будинок Мінського державного музичного коледжу імені М. І. Глінки

Будинки й будови: 1А, 2, 2А, 4, 6, 10, 15, 17, 21, 23, 24, 26, 28, 28А, 30
- 11 — Заклад охорони здоров'я «Медичний центр МедАвеню»[3]
- 22 — Установа освіти Мінський державний музичний коледж імені М. І. Глінки. Архітектурний ансамбль також містить скульптурну композицію «Арфей», створену з бронзи 1975 року.

Обслуговуються поштовим відділенням 220035 (вул. Тарханова,11).